# Bezymjannyj
Bezymjanmyj (ryska: Безымянный, betyder namnlös) är en aktiv stratovulkan på Kamtjatka-halvön i Ryssland. Bezymjannyj betraktades som utslocknad fram till 1955, då den åter blev aktiv. Utbrottet detta år kulminerade dramatiskt i mars detta år med en explosion av liknande slag som den vid Mount Saint Helens 1980. Då bildades en stor hästskoformad krater, där toppen hade varit. Senare flöden av lava och pyroklastiskt material har stort sett fyllt denna krater. Det senaste utbrottet med lavaflöde ägde rum 2013.
Vid ett explosivt utbrott 2017 bildades en rökpelare som nådde en höjd på 15 kilometer och som drevs av vinden upp till 32 mil nordost om vulkanen. Ett nytt utbrott i oktober 2020 har givit upphov till en liknande eller något mindre rökpelare som den tre år tidigare.
Den här artikeln är helt eller delvis baserad på material från engelskspråkiga Wikipedia.